# Ronde haarmuts
Ronde haarmuts (Orthotrichum patens) is een soort uit het geslacht haarmuts (Orthotrichum). In het veld valt Ronde haarmuts vooral op door de nette polletjes met talrijke kapsels met vrij sterk behaarde huikjes. Het rijpe kapsel heeft opvallend smalle ribben.

## Determinatie
De planten zijn tot 1,5 centimeter groot, vertakt en vormen geelgroene tot donkergroene kussenachtige trosjes. De bladeren zijn tot 3 millimeter lang, smal lancetvormig, scherp toegespitst, droog los aanliggend, vochtig teruggebogen en staand. De randen zijn licht opgerold. De nervatuur eindigt in de bladtop. De bladcellen zijn aan de bladbasis doorzichtig, naast de bladnervatuur rechthoekig en aan de randen iets korter. In het bovenste deel van het blad zijn ze rond, ongeveer 12 micrometer groot en papillair, met één tot vier (zes) papillen per cel.
Sporofyten komen regelmatig voor. De gelige, breed eivormige en duidelijk van de seta afgescheiden sporendoos is tot de helft in de bladeren ingekorven. De urn is in droge toestand niet samengekruld, bovenaan langsgestrepen, de strepen zijn twee tot drie cellagen breed. De spaltopeningen van de dooswand zijn cryptoporen (ingedrukt). De wijde klokvormige calyptra is kaal tot vrij dicht behaard. De vaginula (huls rondom de sporogoonvoet) is bij jonge kapsels lang behaard. Het dubbele peristoom bestaat uit een buitenste krans van 8 dicht en fijn papillose, droog teruggebogen paar tanden en een binnenste krans van 8 zeer fijn papillose uitsteeksels. De sporen zijn fijnwratig en 16 tot 20 micrometer groot. De sporenrijpheid is van mei tot juni.

## Ecologie
Ronde haarmuts is een beetje warmteminnend en groeit epifytisch op bos- en veldbomen, meestal op loofbomen, vaak op beuken. Het komt zelden voor op naaldbomen zoals spar of lariks.

## Verspreiding
De ronde haarmuts staat op de Europese rode lijst. De soort is een Europese endeem met verspreiding in Noord-, West- en Centraal-Europa. In Duitsland, Oostenrijk en Zwitserland komt het voor van de colline tot de montane hoogtezone, vooral in het Alpenvoorland en de Alpenvalleien, en in Zuid-Duitsland is het lokaal verspreid tot algemeen voorkomend.
In Nederland komt het zeldzaam voor. Ronde haarmuts was al eens in 1845 bij Amsterdam verzameld. Tot voor kort was dit materiaal gedetermineerd als O. stramineum. Nadien is de soort voor het eerst weer ontdekt in 1990 in de Biesbosch. Anna 2007 is de soort bekend uit ca. 20 atlasblokken, in voedselrijke vochtige bossen, op Schietwilg, Populier en Zomereik, en ook op Vlier, Katwilg en Grauwe wilg. De soort lijkt zich uit te breiden. Ook in het buurland Duitsland is het mos in het zuiden algemener. Houdt de soort van warmte of droogte? Ronde haarmuts heeft een relatief klein areaal, dat beperkt is tot delen van Midden-, West-, en Noord-Europa. Waarschijnlijk wordt de soort ook nog over het hoofd gezien.

## Fotogalerij

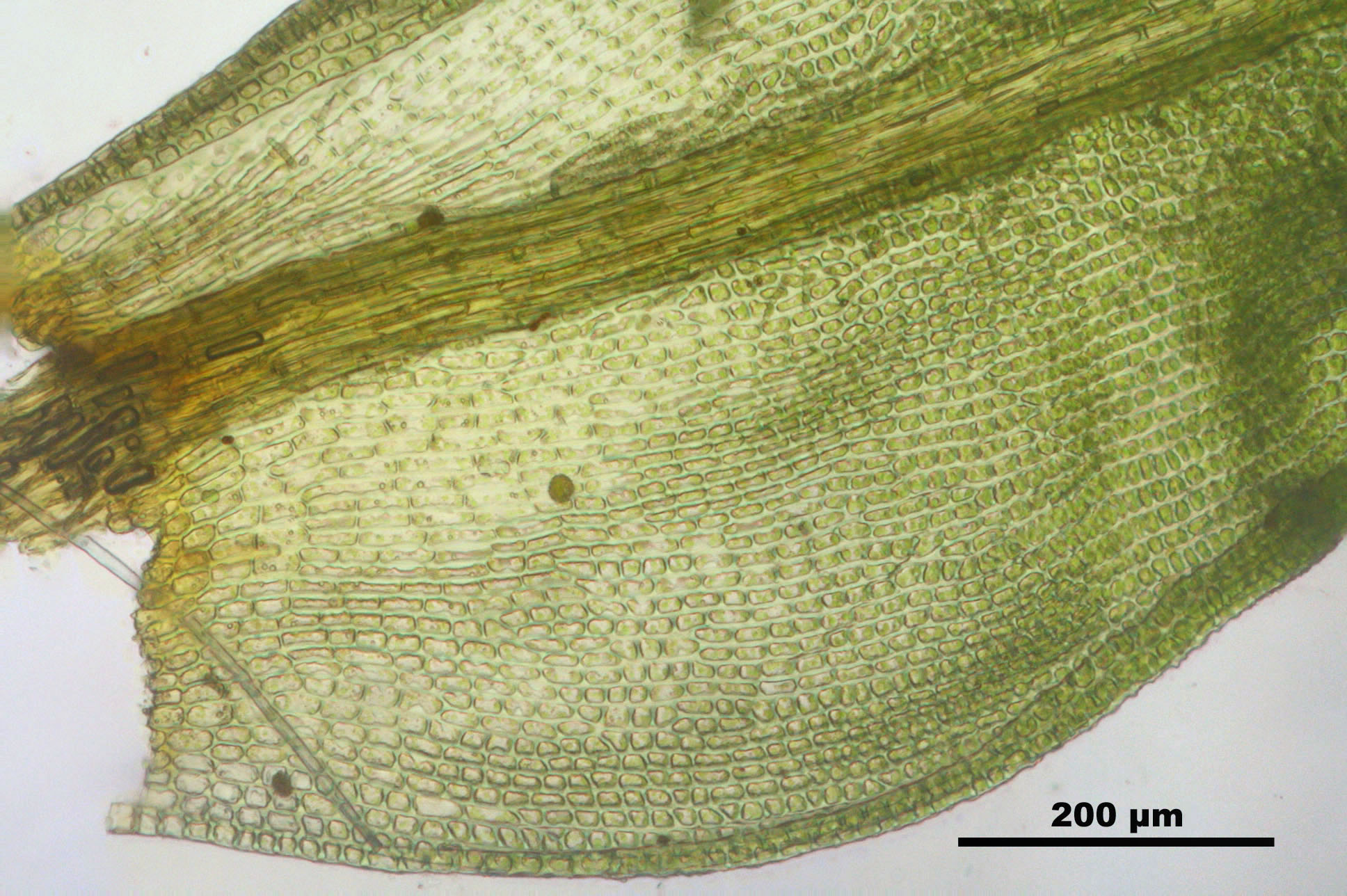
Bladcellen (bladvoet)
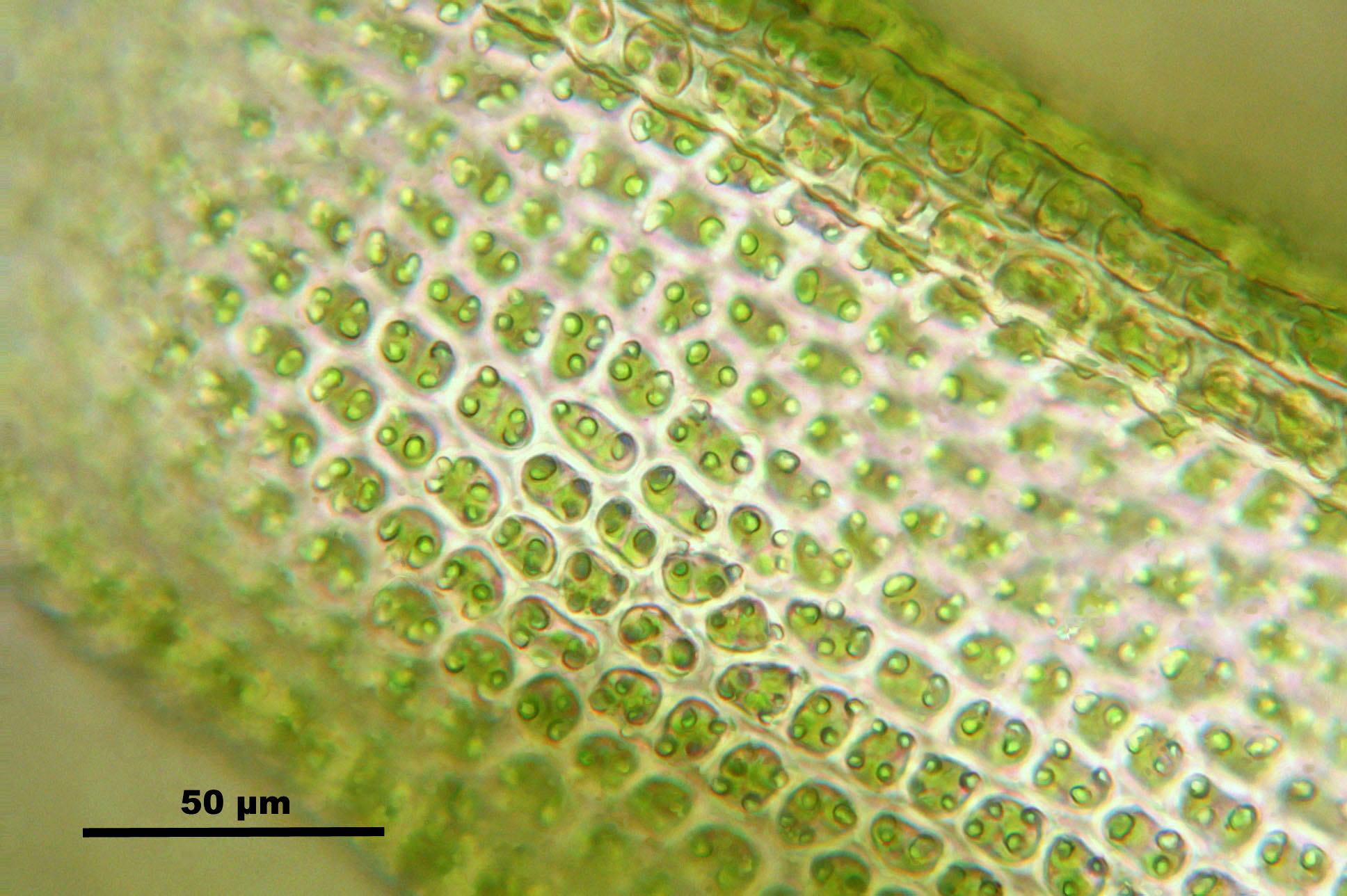
Bladcellen (bladmidden)
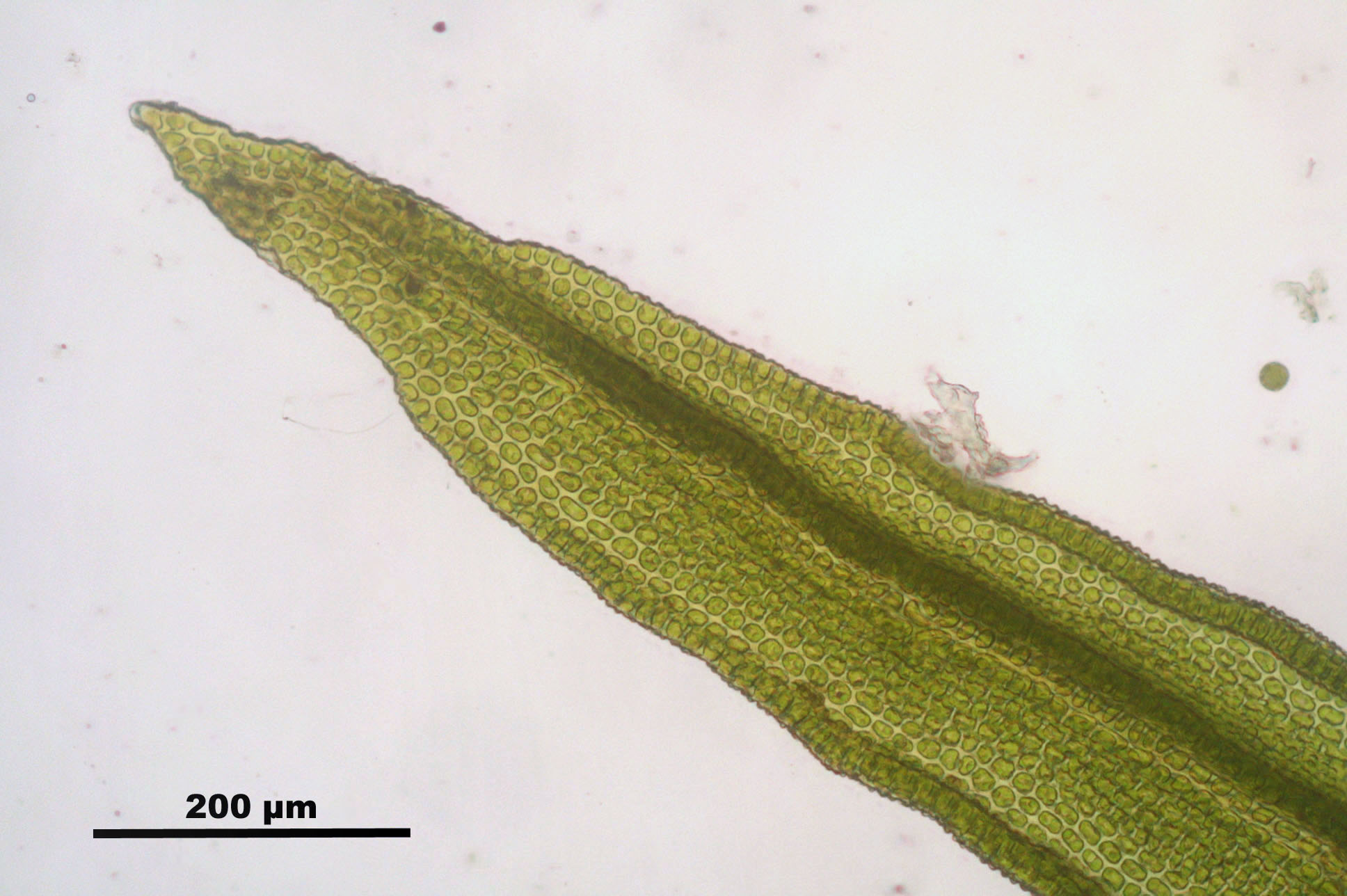
Bladcellen (bladtop)
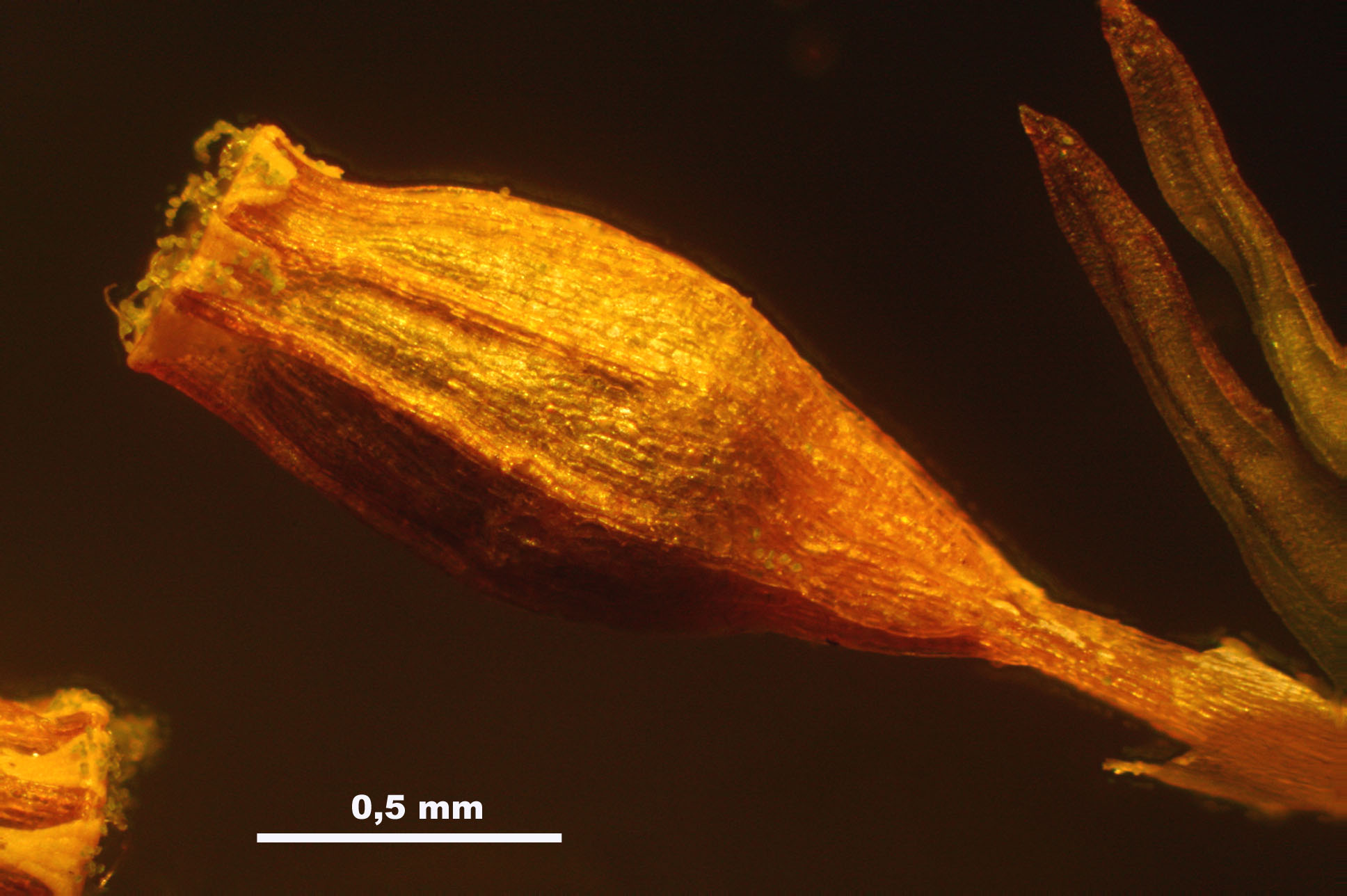
Sporenkapsel
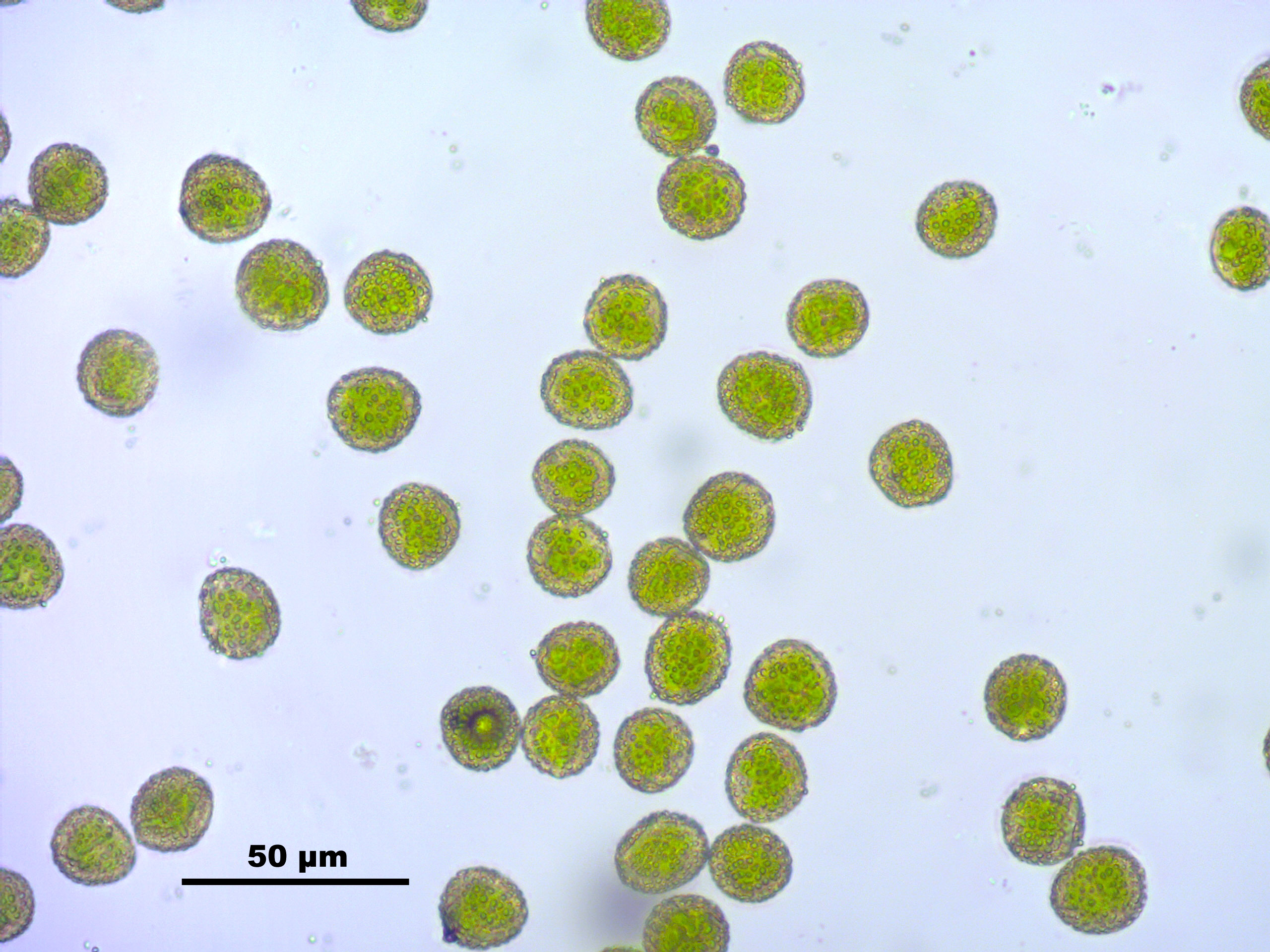
Sporen